# Dragon Ball Super: Broly
Ne doit pas être confondu avec Dragon Ball Z : Broly le super guerrier.
Dragon Ball Super: Broly (ドラゴンボール超 ブロリー, Doragon bōru sūpā: Burorī) est le vingtième film d'animation japonais de l'univers Dragon Ball, sorti en 2018.
Il s'agit du premier long métrage basé sur la série Dragon Ball Super, l'intrigue reprenant juste après l'arc Survie de l'Univers.

## Synopsis
Le début du film retrace le passé de Goku, Vegeta et Broly sur la planète Vegeta. Le roi Cold rend visite aux Saiyans, accompagné de son fils Freezer et de son armée, annonce qu'il prend sa retraite et laisse son empire à son fils. Le roi Vegeta découvre que Broly, le fils d'un guerrier nommé Paragus, est plus puissant que le sien. Considérant sa grande puissance comme un affront, il expédie Broly sur un astéroïde inhospitalier nommé Vampa. Paragus, accompagné d'un Saiyan, part à la recherche de son fils sur cette planète et finit par le retrouver. Leur vaisseau ayant été endommagé lors de l'atterrissage et dans l'impossibilité de le réparer, Paragus tue son compagnon pour permettre à son fils et à lui-même de survivre.
Pendant ce temps, Bardock rentre sur la planète Vegeta à la suite d'une mission. Il découvre que Freezer a convoqué l'ensemble des guerriers Saiyans sur la planète. Pris d'un mauvais pressentiment et soupçonnant un mauvais coup du Tyran, Bardock décide d'envoyer son fils cadet sur une autre planète afin de le sauver. Malgré la réticence de son épouse Gine, Kakarot est ainsi envoyé vers la planète Terre. Pendant que Vegeta, Raditz, Nappa et deux autres Saiyans conquièrent une planète, Freezer en profite pour détruire la planète Vegeta et fait croire aux survivants qu'une météorite l'a percutée.
Des années plus tard, Goku et Vegeta s'entraînent ensemble près d'une villa que Bulma a construite à l'écart des grandes villes. Mais cette dernière reçoit un appel de son fils Trunks, qui lui apprend que son laboratoire a été cambriolé par des soldats de Freezer et qu'ils ont volé le Dragon Radar, ainsi que les six Dragon Balls en sa possession. Les deux Saiyans, accompagnés de Bulma et Whis, décident alors de se rendre sur le continent glacé pour retrouver la dernière boule.
Pendant ce temps, Freezer se dirige vers la Terre. Deux soldats de son armée, Cheelai et Lemo, reçoivent un signal de détresse émis depuis l'astéroïde Vampa et s'aperçoivent qu'il s'agit de celui de Paragus et de son fils Broly. Sauvés, les deux Saiyans rejoignent les rangs du Tyran. Lors du repas, Cheelai est pris à partie par un soldat ivre et Broly menace de le tuer en représailles. Paragus utilise alors une télécommande, reliée à un anneau autour du cou de Broly, qui lui envoie une violente décharge électrique, le calmant instantanément. Cheelai, choquée, s'insurge contre cette méthode mais Paragus lui rétorque qu'il s'agit de la seule manière efficace de calmer les pulsions dévastatrices de son fils. Cheelai lui vole discrètement la télécommande et la détruit. Broly finit par sympathiser avec ses deux nouveaux amis, se confiant davantage à eux sur son amitié avec une créature appelée Ba et sa relation avec son père.
Les deux soldats de Freezer, responsables du cambriolage du laboratoire de Bulma, mettent la main sur la dernière Dragon Ball, jusqu'à l'arrivée de Goku, Vegeta, Bulma et Whis. Le Tyran arrive sur Terre, accompagné de Paragus et Broly. Encouragé par Freezer, Broly entame un duel contre Vegeta, et le combat tourne plutôt en faveur du Prince. Stupéfait, Paragus découvre alors que la légende des Super Saiyan est véridique quand il voit Vegeta se transformer en Super Saiyan puis en Super Saiyan Divin. Broly commence à utiliser son pouvoir et rivalise avec Vegeta. Paragus, sentant que son fils est sur le point de perdre tout contrôle, se rend compte que sa télécommande n'est plus dans son sac et tente desespérément de l'arrêter mais Goku entre en scène et affronte Broly à son tour. Le Saiyan fait la même chose que son rival, mais cette fois, Broly prend le dessus sur lui. Goku se transforme en Super Saiyan Bleu et le combat s'équilibre. Vegeta vient ensuite prêter main-forte à Goku, et les deux Saiyans font équipe pour combattre leur adversaire. Freezer, désireux de voir jusqu'où la puissance maximale de Broly peut s'étendre, tue Paragus, espérant ainsi provoquer un choc émotionnel à son fils et le transformer en Super Saiyan. La théorie s'avère concluante mais le Tyran déchante rapidement lorsque Broly décide de le prendre pour cible.
Goku et Vegeta en profitent pour battre en retraite et parviennent à s'enfuir. Pour vaincre leur adversaire à coup sûr, ils n'ont d'autres choix que de fusionner en suivant les conseils de Piccolo. Les deux premières tentatives ayant échouées, les deux guerriers parviennent finalement à créer Gogeta. Le guerrier réaffronte Broly et prend l'ascendant sur celui-ci, en Super Saiyan tout comme en Super Saiyan Bleu.
Profitant de l'inattention de Freezer, Cheelai lui subtilise les sept Dragon Balls et fait le vœu de réexpédier Broly sur Vampa, alors que Gogeta est sur le point de l'achever. Cheelai et Lemo désertent alors l'armée de Freezer et partent rejoindre Broly sur Vampa. Goku vient leur rendre visite pour leur apporter une maison en capsule pour où ils pourront y vivre, puis promet à Broly de le voir de temps en temps pour l'affronter, l'aider à s'améliorer et à contrôler son pouvoir. Freezer, de son côté, explique à ses hommes qu'il attendra patiemment que Broly devienne son allié et qu'il prendra tôt ou tard sa revanche sur Goku et Vegeta.

## Fiche technique
Sauf indication contraire, les informations mentionnées dans cette section peuvent être confirmées par la base de données cinématographiques IMDb,  présente dans la section « Liens externes ».
- Titre original : ドラゴンボール超 ブロリー (Doragon bōru sūpā: Burorī)
- Titre français : Dragon Ball Super: Broly
- Réalisation : Tatsuya Nagamine
- Scénario : Akira Toriyama, inspiré de son manga Dragon Ball
- Direction artistique : Kazuo Ogura[2]
- Character designer : Akira Toriyama[2]
- Direction de l'animation : Naohiro Shintani[2]
- Studio d'animation : Toei Animation
- Color designer : Rumiko Nagai[2]
- Musique : Norihito Sumitomo[2]
- Sociétés de distribution : Toei Animation (en collaboration avec) 20th Century Fox[2]
- Pays d'origine :  Japon
- Langue originale : japonais
- Genre : aventure, fantastique
- Durée : 100 minutes
- Date de sortie :

Japon : 14 décembre 2018
États-Unis : 16 janvier 2019,
France : 23 janvier 2019, et 24 janvier 2019 (avant-premières en VOSTFr) ; 13 mars 2019 (sortie nationale)

## Doublage
Sauf indication contraire, les informations mentionnées dans cette section peuvent être confirmées par la base de données cinématographiques IMDb,  présente dans la section « Liens externes ».
| Personnages       | Voix japonaises            | Voix françaises,          |
| ----------------- | -------------------------- | ------------------------- |
| Son Goku          | Masako Nozawa              | Patrick Borg              |
| Bardock           | Masako Nozawa              | Patrick Borg              |
| Son Goten         | Masako Nozawa              | Brigitte Lecordier        |
| Son Goku (enfant) | Masako Nozawa              | Brigitte Lecordier        |
| Vegeta            | Ryō Horikawa               | Éric Legrand              |
| Broly             | Bin Shimada                | Mark Lesser               |
| Freezer           | Ryūsei Nakao               | Philippe Ariotti          |
| Piccolo           | Toshio Furukawa            | Philippe Ariotti          |
| Bulma             | Aya Hisakawa               | Céline Monsarrat          |
| Trunks enfant     | Takeshi Kusao              | Anouck Hautbois           |
| Beerus            | Kōichi Yamadera            | Bruno Magne               |
| Whis              | Masakazu Morita            | Bruno Méyère              |
| Paragus           | Katsuhisa Hōki             | Thierry Mercier           |
| Roi Vegeta        | Banjō Ginga                | Patrice Melennec          |
| Gine              | Naoko Watanabe             | Claire Morin              |
| Beets             | Takuya Kirimoto            | Grégory Laisné            |
| Cheelai           | Nana Mizuki                | Audrey Sourdive           |
| Lemo              | Tomokazu Sugita            | Charles Germain           |
| Kikono            | Masami Kikuchi             | Mouloud Achour            |
| Berryblue         | Kimiko Saitō               | Brigitte Lecordier        |
| Shito             | Atsuki Tani                | Thierry Buisson           |
| Moroko            | Hisao Egawa                | Éric Peter                |
| Nappa             | Tetsu Inada                | Éric Peter                |
| Raditz            | Shigeru Chiba              | Brigitte Lecordier        |
| Pilaf             | Shigeru Chiba              | Benjamin Pascal           |
| Maï               | Eiko Yamada                | Joséphine Ropion          |
| Shû               | Tesshō Genda               | Stéphane Marais           |
| Leek              | Yohei Azakami              | Hervé Grull               |
| Taro              | Masaya Takatsuka           | Pascal Germain            |
| Daigen            | Takashi Matsuyama          | Jean-Luc Atlan            |
| le roi Cold       | Ryūzaburō Ōtomo            | Marc Bretonnière          |
| Shenron           | Ryūzaburō Ōtomo            | Antoine Nouel             |
| Gogeta            | Masako Nozawa Ryō Horikawa | Patrick Borg Éric Legrand |

- Version française
  - Société de doublage : Time-Line Factory[10],[11]
  - Direction artistique : Antoine Nouel[11]
  - Adaptation des dialogues : Anthony Panetto[13]
  - Enregistrement et mixage : Elie Chardeaux et Guillaume Sablon

 Source et légende : version française (VF) sur RS Doublage, Blow et Anime News Network

## Accueil

### Critiques
Sur AlloCiné, le film reçoit des retours assez moyens, avec une note moyenne de 2,7.
Sur Première, la critique n'est pas totalement conquise mais exprime que le film est « beaucoup plus grand public et jouissif que prévu ».
Télérama est assez déçu en déclarant : « les personnages se réduisent à des fluides de couleurs, et les dialogues à des rugissements ».

## Production

### Développement
Le 16 décembre 2017, le film est annoncé officiellement sous le titre provisoire Dragon Ball Super: The Movie.
En mars 2018, la date de sortie du film est annoncée pour le 14 décembre 2018, faisant suite aux événements de la série Dragon Ball Super et sera basé sur les origines de la puissance des Saiyans.
En juillet 2018, le titre officiel du film est dévoilé, révélant ainsi le « retour » de Broly en tant qu'ennemi principal, intégrant le personnage dans la trame originale avec un nouveau vécu et design.

### Attribution des rôles
En juillet 2018, Aya Hisakawa a été choisie pour être la nouvelle voix originale de Bulma, à la suite de la mort de Hiromi Tsuru.
En octobre 2018, un concept art, dévoilé par la production, révèle le retour de deux personnages étant apparu dans la série Dragon Ball Z : les Saiyans Raditz (enfant) et Nappa (plus jeune et encore chevelu).

## Box-office

### Japon
Lors de sa sortie nationale en salles japonaises, soit à partir du 14 décembre 2018, le film se place en tête du box-office pour son premier week-end d'exploitation avec 820 000 billets vendus engrangeant une recette de 1 milliard 050 millions de yens (soit 9 millions 260 mille dollars) pour ses trois premiers jours d’exploitation.

### États-Unis
Diffusé dans 1 260 salles américaines à partir du 16 janvier 2019 lors de son premier week-end d'exploitation, le film a engrangé une recette de 7 millions de dollars, dépassant les résultats du long métrage précédent Dragon Ball Z : La Résurrection de ‘F’ sorti en 2015, avec 1,8 million de dollars rapporté pour son premier jour d'exploitation sur 913 écrans.

## Sortie DVD / Blu-ray / VOD
Le film est sorti en DVD / Blu-ray et VOD le 17 juillet 2019, sans bonus vidéo.